# 大理希蛛
大理希蛛（学名：Achaearanea daliensis）为球蛛科希蛛属的动物。在中国大陆，分布于云南等地。该物种的模式产地在云南大理。